# Ülken Borsyk

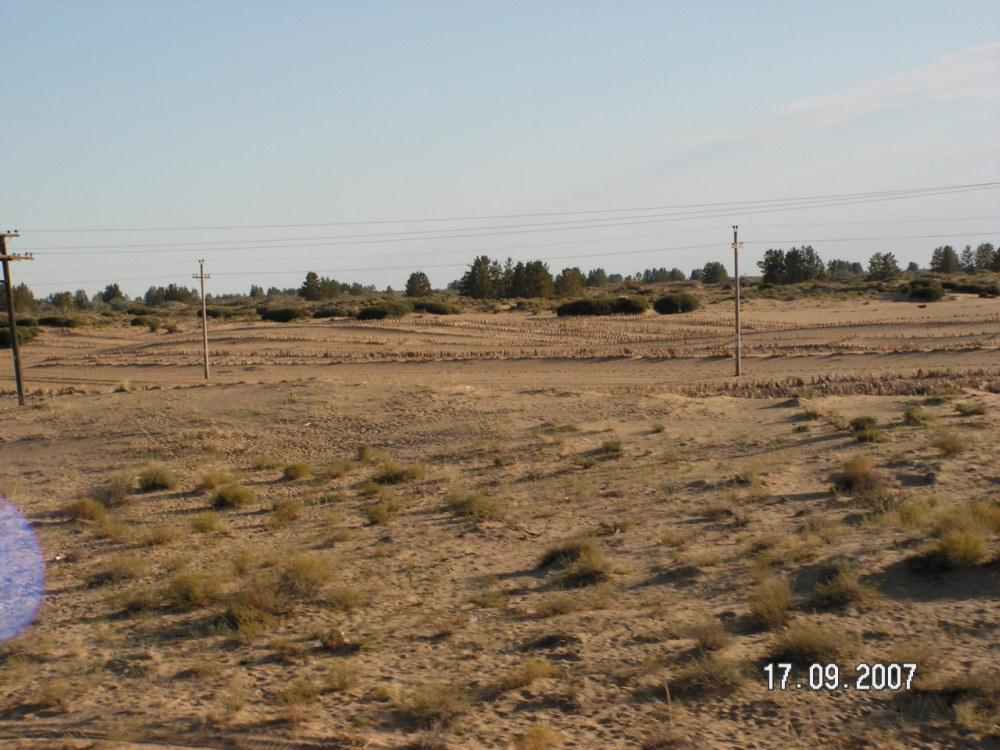
Pustynia Ülken Borsyk

Ülken Borsyk (kaz.: Үлкен Борсық құмы, Ülken Borsyk kumy; ros.: пески Большие Барсуки, pieski Bolszyje Barsuki) – piaszczysta pustynia w środkowym Kazachstanie, na północ od Jeziora Aralskiego. Rozciąga się południkowo w postaci wąskiego pasa o długości ok. 200 km. Od wschodu graniczy z ciągnącym się południkowo pasem wzgórz, który oddziela ją od Kyszy Borsyk. Teren wznosi się do 100 m n.p.m. Pustynia zbudowana jest głównie z piasków z okresu paleogenu, jedynie w części północno-zachodniej z osadów aluwialnych. Miejscami występują wydmy i ripplemarki. Na obszarach wyrównanych rosną przede wszystkim półkrzewy kserofityczne, bylice, solanki i efemerydy, natomiast wydmy porośnięte są tragankami oraz roślinami z rodzajów Calligonum, Ammodendron i Halimodendron. Tereny wykorzystywane do wypasu.